# Ferriperbøeïta-(Ce)
La ferriperbøeïta-(Ce) és un mineral de la classe dels silicats que pertany al grup de la gatelita.

## Característiques
La ferriperbøeïta-(Ce) és un sorosilicat de fórmula química CaCe₃(Fe3+Al₂Fe2+)[Si₂O₇][SiO₄]₃O(OH)₂. Va ser aprovada com a espècie vàlida per l'Associació Mineralògica Internacional l'any 2006, sent publicada per primera vegada un any després. Cristal·litza en el sistema monoclínic.
L'exemplar que va servir per a determinar l'espècie, el que es coneix com a material tipus, es troba conservat a les col·leccions mineralògiques del Museu suec d'història natural d'Estocolm (Suècia), amb el número de catàleg: 18520414.

## Formació i jaciments
Va ser descoberta al dipòsit de Nya Bastnäs, a les mines de Bastnäs, a la localitat de Riddarhyttan, (Västmanland, Suècia). També ha estat descrita a les províncies russes de Txeliàbinsk i Irkutsk. Aquests tres indrets són els únics de tot el planeta on ha estat descrita aquesta espècie mineral.